# Hans Adolf Erdmann von Auerswald
Hans Adolf Erdmann von Auerswald est un général et homme politique prussien. Né le 19 octobre 1792 à Marienwerder, il est assassiné à Francfort-sur-le-Main le 18 septembre 1848.

## Famille

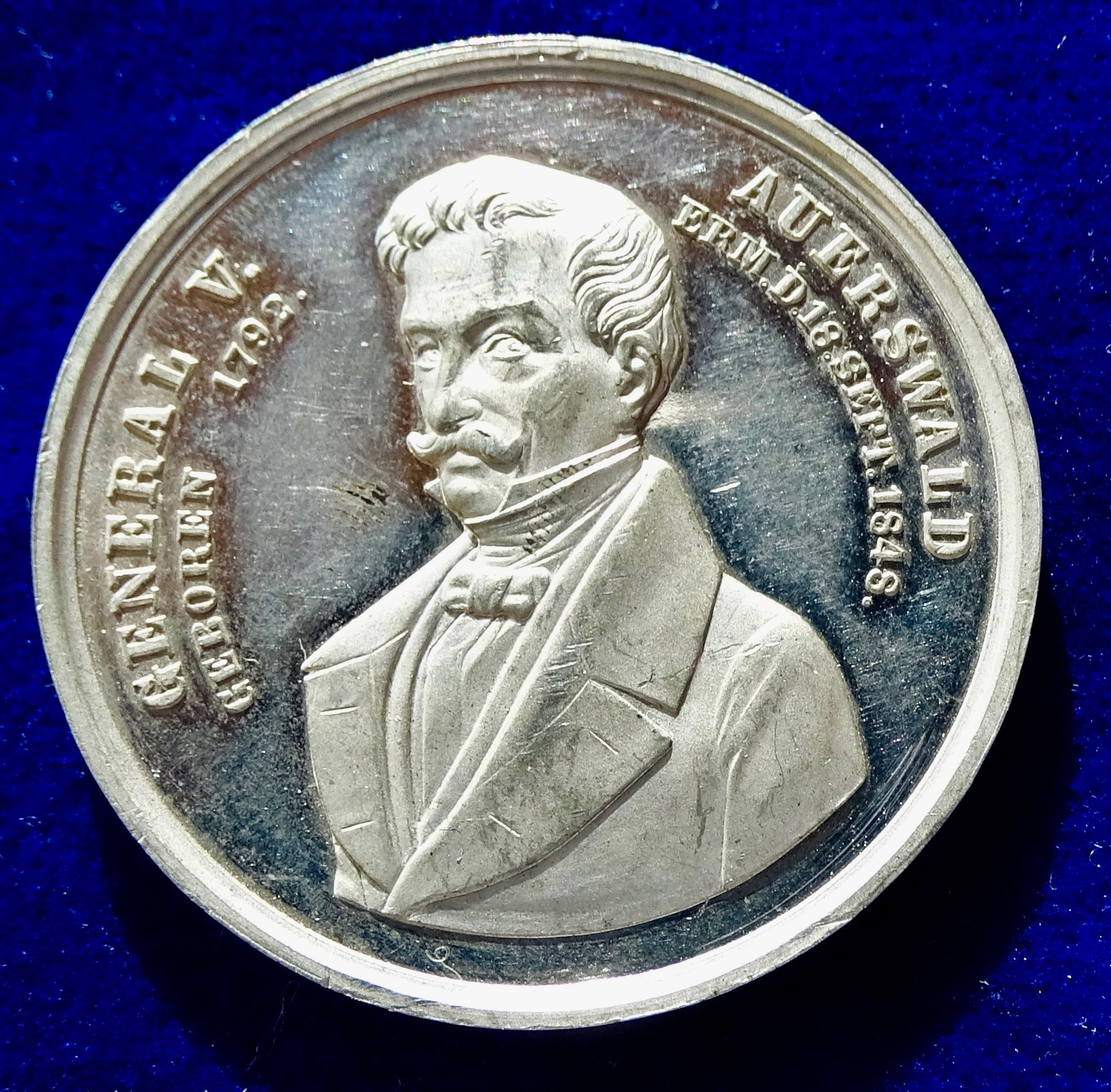
Médaille allemande 1848 d' assassinat de Hans von Auerswald, avers.

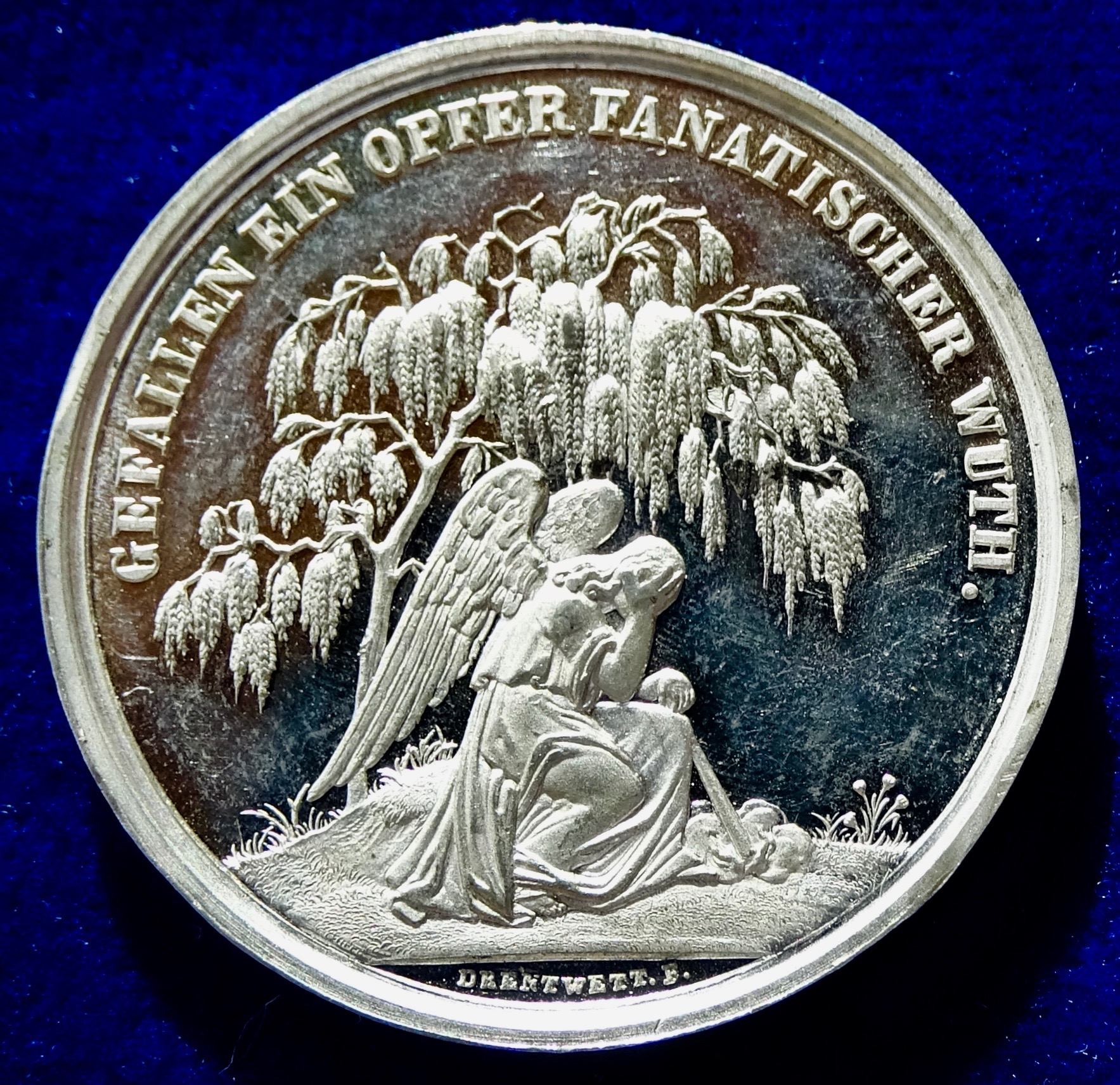
Le revers de cette médaille.

Il est issu d'une vieille famille noble de Meissen dont la maison ancestrale du même nom Auerswalde est mentionnée pour la première fois dans un document en 1263, et est le fils du propriétaire royal prussien Hans Jakob von Auerswald (1757-1833).
Auerswald se marie le 16 octobre 1832 à Königsberg la veuve Auguste von Bardeleben (né le 24 août 1809 au manoir de Rienau ;et morte le 10 novembre 1844 à Königsberg), la fille de l'inspecteur de la Landwehr royale prussienne Karl Alexander von Bardeleben, propriétaire de Rienau ainsi que de l'Alt-et Neu-Kingitten, et de Dorothea Prenzel.
Son frère est le ministre-président prussien Rudolf von Auerswald (1795-1866) et du ministre prussien de l'Intérieur Alfred von Auerswald (1797–1870).

## Biographie
Auerswald étudie le droit et l'économie à l'université de Königsberg de 1810 à 1813. En janvier 1813, il se porte volontaire dans le 2e régiment de dragons prussien-occidental, combat dans les batailles de Gross Beeren, Dennewitz et Leipzig et prend part à la campagne en Hollande en tant que lieutenant. En 1814, il reçoit la croix de fer sur le ruban noir pour cela. En 1815, il devient l'adjudant de Bülow après la bataille de Waterloo (il reçoit l'Ordre de Vladimir pour la bataille). En 1816, il devient Premier-Lieutenant et, en avril 1818, rejoint l'état-major sous Kleist von Nollendorf à Mersebourg. Le 5 avril 1819, il devient Rittmeister et vient un peu plus tard au commandement général de la 1re armée. En 1831, il est promu major. En 1841, il est nommé colonel du 1er régiment de dragons (de), en 1846, il est nommé commandant de brigade à Neisse et en 1848, il est muté à Breslau au même poste.
Malgré sa position militaire prussienne, il est un interlocuteur apprécié des hommes politiques de l'opposition libérale de la Confédération allemande, ce qui lui vaut une nomination au conseil honoraire de la Deutsche Zeitung en 1847. À partir du 20 mai 1848, il est membre du Parlement de Francfort en tant que représentant l'arrondissement de Rosenberg-en-Prusse-Occidentale et préside le comité d'armement et d'armée du peuple. Auerswald appartient à la fraction Casino constitutionnellement libérale

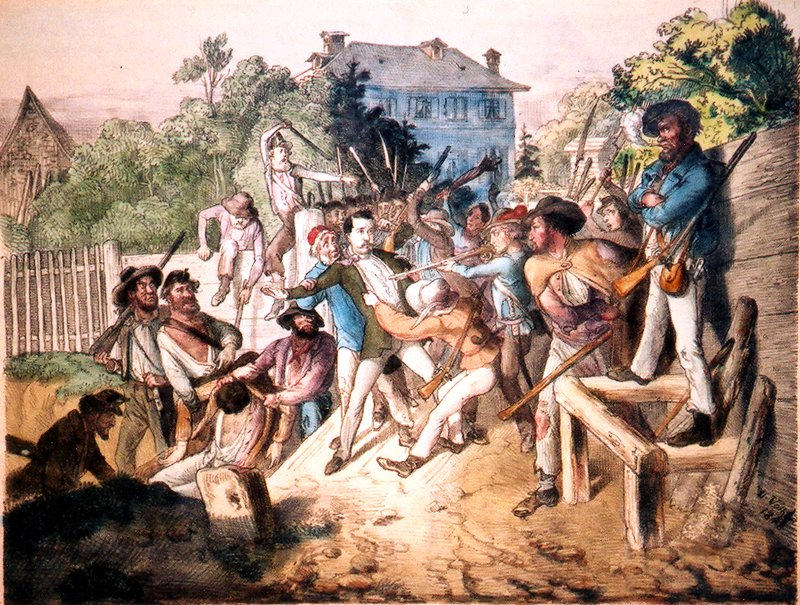
Meurtre de Felix von Lichnowsky et Hans von Auerswald

Lorsque des émeutes nationalistes de gauche éclatent à Francfort après le vote sur l'armistice de Malmö le 18 septembre 1848 (émeutes de septembre), Auerswald est attaqué par les émeutiers avec Felix Fürst Lichnowsky devant la Friedberger Tor et immédiatement tué d'un coup de pistolet. Robert Rothe lui succède au Parlement.
Peu de temps auparavant, Auerswald a perdu sa femme. Pour les enfants qu'il laissent derrière lui, quatre fils et une fille, une collection nationale est organisée dans tous les états allemands. Il est enterré dans le cimetière principal de Francfort (tombe: Gewann E, 243).